# McIntyre-Takhini
Pour les articles homonymes, voir McIntyre et Takhini.
Circonscription électorale territoriale du Canada
McIntyre-Takhini est une ancienne  circonscription électorale territoriale du Yukon au (Canada).

## Liste des députés
|  | 1992 - 1996 | Piers McDonald | Néo-Démocrate  |
|  | 1996 - 2000 | Piers McDonald | Néo-Démocrate  |
|  | 2000 - 2002 | Wayne Jim (en) | Libéraux       |
|  | 2000 - 2002 | Wayne Jim (en) | Indépendant    |
|  | 2002 - 2006 | John Edzerza   | Parti du Yukon |
|  | 2002 - 2006 | John Edzerza   | Indépendant    |
|  | 2006 - 2011 | John Edzerza   | Néo-démocrate  |
|  | 2006 - 2011 | John Edzerza   | Indépendant    |
|  | 2006 - 2011 | John Edzerza   | Parti du Yukon |

Légende : Le nom en gras signifie que la personne a été chef d'un parti politique.